# Rozagás
Rozagás es un lugar y una parroquia del concejo de Peñamellera Alta en la comarca de Oriente, Principado de Asturias, España.

## Geografía
Es la parroquia más occidental del concejo con una superficie de 10,86 km² estando formada por un único núcleo con el mismo nombre. El pueblo se sitúa en la cabecera de un valle formado por numerosos arroyos que desembocan al río Jana, afluente del Cares, a los pies de la ladera sur del Cuera, a una altitud de 321 metros. 
En el límite de la parroquia con la vecina Ruenes se encuentra el Pico Turbina de 1315 metros de altitud, la altura más importante de esta sierra.
La actividad principal es la ganadería. Junto con Oceño y Cáraves es una de las tres poblaciones de Peñamellera Alta donde hay cuevas y ganaderías destinadas a elaborar queso con la denominación de origen Queso de Cabrales.
Partiendo de Arenas de Cabrales a la altura del puente del centro parte la carretera  AS-345  que comunica Cabrales con Peñamellera Alta. Transcurriendo por ella, primero se encuentra el cabraliego pueblo de Arangas, para llegar después a Rozagás. Por la misma carretera pero en sentido contrario, desde Ruenes en dirección a Arenas de Cabrales, a poco más de tres kilómetros se encuentra Rozagás.
La iglesia parroquial de San Francisco, cuya fiesta se celebra el 4 de octubre, es un hermoso edificio de carácter rural con advocación a San Francisco de Asís. Su planta es de cruz latina, una sola nave a la que se abren dos capillas laterales, y cabecera cuadrada. Está datada del siglo XVIII aunque cuenta con un arco carpanel sobre la puerta que dataría del siglo XVI.

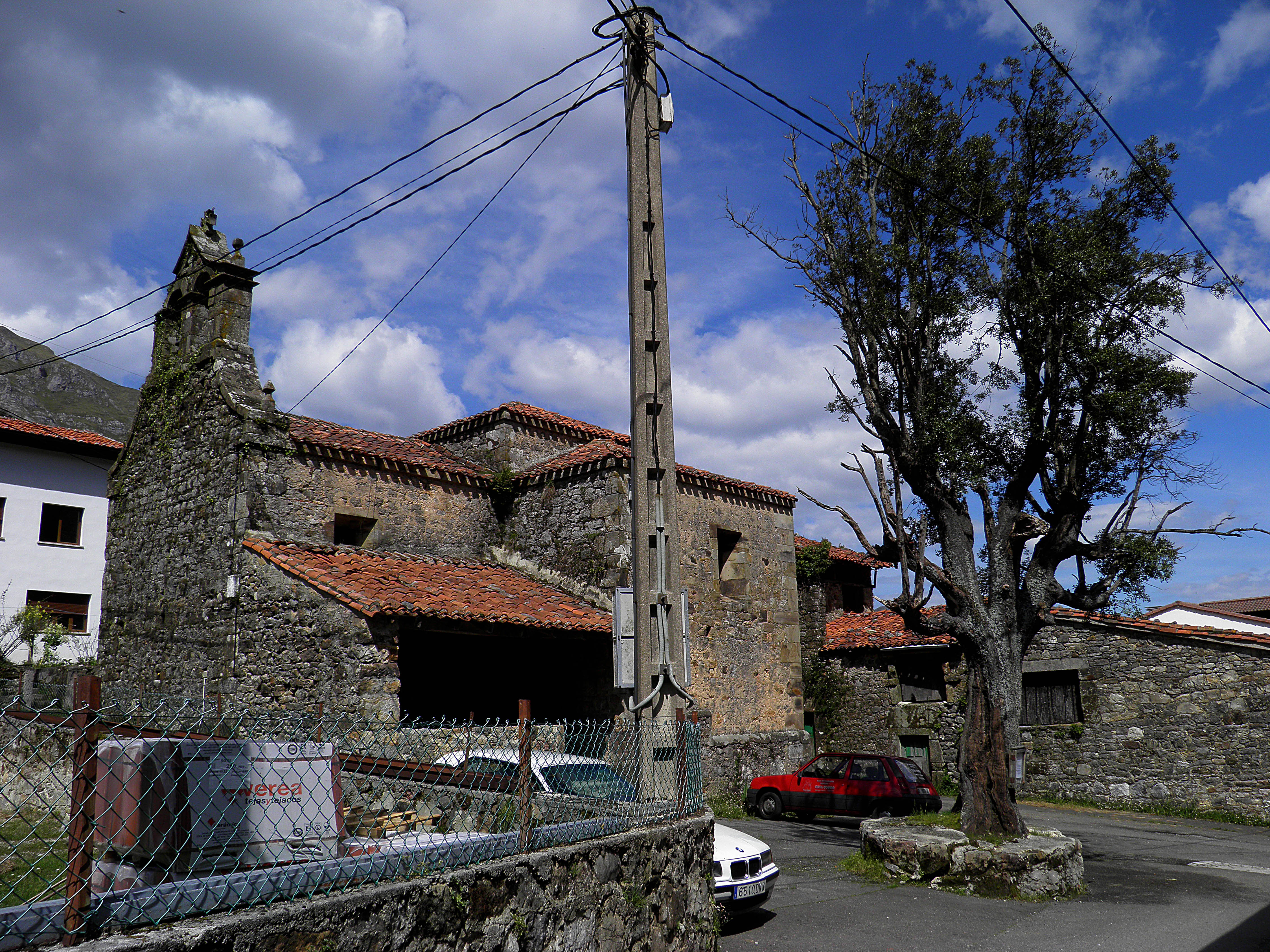
Iglesia parroquial de San Francisco

A mediados del siglo XVIII, el catastro de Ensenada menciona la producción de maíz, con escanda y lino y la existencia de emigrantes en América y Andalucía.

## Demografía
Según los últimos datos recogidos del año 2022, Rozagás cuenta con una población de 21 habitantes (13 hombres y 8 mujeres).   
A continuación, se muestra la evolución demográfica desde el año 2000:  
| Gráfica de evolución demográfica de Rozagás entre 2000 y 2022                            |
|                                                                                          |
| Fuente: Instituto Nacional de Estadística de España - Elaboración gráfica por Wikipedia. |